# Three Blind Mice and Other Stories
Three Blind Mice and Other Stories (Os Três Ratos Cegos e Outras Histórias, no Brasil A Ratoeira: três ratos cegos, em Portugal) é um livro composto por nove contos policiais de Agatha Christie, publicado em 1950 nos Estados Unidos.
A edição brasileira compreende seis histórias deste livro e sete de The Hound of Death and Other Stories.
O primeiro conto, que dá nome ao livro, foi transformado na famosa peça teatral A Ratoeira, em cartaz há mais de 50 anos em Londres. Nele, um grupo de pessoas fica preso e incomunicável em uma pensão, por causa de uma grande nevasca. O problema é que há um assassino à solta.
As histórias restantes são protagonizadas por Miss Marple, Hercule Poirot e outros investigadores criados por Agatha Christie.

## Contos que compõem a obra nos EUA
- Three Blind Mice
- Strange Jest
- The Tape-Measure Murder
- The Case of the Perfect Maid
- The Case of the Caretaker
- The Third Floor Flat
- The Adventure of Johnny Waverly
- Four-and-Twenty Blackbirds
- The Love Detectives

## Contos que compõem a obra no Brasil
- Three Blind Mice (Os Três Ratos Cegos)
- Strange Jest (Estranha Charada)
- The Tape-Measure Murder (O Crime da Fita Métrica)
- The Case of the Perfect Maid (O Caso da Empregada Perfeita)
- The Case of the Caretaker (O Episódio da Caseira)
- The Love Detectives (Os Detetives do Amor)
- The Red Signal (O Sinal Vermelho)
- The Fourth Man (O Quarto Homem)
- Wireless (O Rádio)
- The Witness for the Prosecution (Testemunha de Acusação)
- The Mystery of the Blue Jar (O Mistério do Vaso Azul)
- The Last Seance (A Última Sessão)
- S.O.S. (S.O.S)